# Lipschitz-Gebiet
In der Mathematik ist ein Lipschitz-Gebiet – oder auch Gebiet mit Lipschitz-Rand genannt – ein Gebiet im euklidischen Raum, dessen Rand in dem Sinne „ausreichend regulär“ ist, dass dieser lokal der Graph einer Lipschitz-stetigen Funktion ist. Anwendung finden Lipschitz-Gebiete in der Theorie partieller Differentialgleichungen. Der Begriff ist nach dem deutschen Mathematiker Rudolf Lipschitz benannt.
Die hier beschriebenen Gebiete werden auch als starke Lipschitz-Gebiete bezeichnet, um eine Verwechselung mit den schwachen Lipschitz-Gebieten zu verhindern, die eine allgemeinere Klasse von Gebieten darstellen.

## Definition
Ein Gebiet {\displaystyle \Omega \subset \mathbb {R} ^{n}} des euklidischen Raums heißt (starkes) Lipschitz-Gebiet, falls sowohl positive Zahlen {\displaystyle \delta } und {\displaystyle M} existieren, als auch es eine lokal endliche Überdeckung {\displaystyle (U_{i})_{i}} des Randes {\displaystyle \partial \Omega } gibt, so dass für jedes {\displaystyle U_{i}} eine reellwertige Funktion {\displaystyle f_{i}} von {\displaystyle n-1} Variablen existiert, so dass die folgenden Bedingungen gelten:
1. Für eine Zahl {\displaystyle R} hat jede Teilfamilie von {\displaystyle (U_{i})_{i}} mit {\displaystyle R+1} Elementen die leere Menge als gemeinsame Schnittmenge.
2. Für jedes Paar an Punkten {\displaystyle x,y\in \Omega _{\delta }:=\{a\in \Omega :\operatorname {dist} (a,\partial \Omega )<\delta \}} mit {\displaystyle |x-y|<\delta } existiert ein {\displaystyle i}, so dass
{\displaystyle x,y\in V:=\{a\in U_{i}:\operatorname {dist} (a,\partial U_{i})>\delta \}}
gilt.
3. Jede Funktion {\displaystyle f_{i}} erfüllt eine Lipschitz-Bedingung
{\displaystyle |f_{i}(\xi _{i,1},\ldots ,\xi _{i,n-1})-f_{i}(\nu _{i,1},\ldots ,\nu _{i,n-1})|<M|\xi _{i,1}-\nu _{i,1},\ldots ,\xi _{i,n-1}-\nu _{i,n-1}|}
mit der Lipschitz-Konstanten {\displaystyle M}.
4. Für ein kartesisches Koordinatensystem {\displaystyle (\xi _{i,1},\ldots ,\xi _{i,n-1})} in {\displaystyle U_{j}} ist die Menge {\displaystyle \Omega \cap U_{i}} beschrieben durch
{\displaystyle \xi _{i,n}<f_{i}(\xi _{i,1},\ldots ,\xi _{i,n-1})}.

## Beschränkte Lipschitz-Gebiete
Falls {\displaystyle \Omega } ein beschränktes Gebiet ist, dann vereinfacht sich obige Definition zu einer einzigen Bedingung. Das beschränkte Gebiet {\displaystyle \Omega } ist genau dann ein Lipschitz-Gebiet, falls der Rand lokal ein Lipschitz-Rand ist. Das bedeutet, dass für jeden Randpunkt {\displaystyle x\in \partial \Omega } eine Umgebung {\displaystyle U_{i}} existiert, so dass die Menge {\displaystyle \partial \Omega \cap U_{i}} der Graph einer lipschitzstetigen Funktion ist.

## Eigenschaften
- Jedes {\displaystyle C^{k}}-Gebiet mit {\displaystyle k\geq 1} ist auch ein Lipschitz-Gebiet.[2]
- Nach dem Satz von Rademacher können an einem Lipschitz-Rand fast überall Tangentialvektoren gefunden werden.[3]

## Beispiele
- Die offene Kreisfläche ist ein {\displaystyle C^{\infty }}-Gebiet und damit auch ein Lipschitz-Gebiet.[4]
- Die Fläche eines offenen Rechtecks ist ein Lipschitz-Gebiet, aber kein {\displaystyle C^{1}}-Gebiet.[4]
- Geschlitzte Flächen, wie zum Beispiel die geschlitzte Kreisfläche

{\displaystyle \Omega :=\{x\in \mathbb {R} ^{d}:|x-x_{0}|<R,x\neq x_{0}+\lambda e_{1}\ {\text{for}}\ 0\leq \lambda <R\}},
wobei {\displaystyle e_{1}} ein Basisvektor der kanonischen Basis des {\displaystyle \mathbb {R} ^{d}} ist, sind keine Lipschitz-Gebiete.

## Theorie partieller Differentialgleichungen
In der Theorie der Sobolev-Räume tritt der Begriff des Lipschitz-Gebietes auf. So fordern beispielsweise einige Varianten des Einbettungssatzes von Sobolev, dass die untersuchten Gebiete Lipschitz-Gebiete sind. Somit sind auch viele Definitionsbereiche Lipschitz-Gebiete, die im Kontext gewisser partieller Differentialgleichungen und Variationsproblemen untersucht werden.